# Шмаков Федір Іванович
Федір Іванович Шмаков (рос. Фёдор Иванович Шмаков, 16 лютого (1 березня) 1917, Петроград — 2 травня 2009, Мінськ) — російський актор, Народний артист Білорусі і СРСР.
Федір Шмаков народився 16 лютого (1 березня) 1917 року в Петрограді. У 1939 році закінчив Ленінградський театральний інститут і був прийнятий в трупу Російського театру Білоруської РСР.
У 1941 році перейшов у 2-й державний театр (нині Білоруський державний академічний театр імені Якуба Коласа).
Відомий, зокрема, виконанням ролі Леніна в театральних постановках, зіграв близько 30 ролей у кіно. У 1959 році знявся в ролі Андрія Размьотнова в художньому фільмі «Піднята цілина» за однойменним романом Михайла Шолохова. Востаннє знімався в 1992 році у фільмі «Господи, прости нас грішних».
Народний артист СРСР (1975), лауреат Державної премії Білорусі (1967). Почесний громадянин міста Вітебська. Нагороджений орденом Дружби народів, медаллю Франциска Скорини, а також спеціальною премією президента Білорусі у 2001.

## Фільмографія
1. 1957: «Безсмертна пісня» — Юсалов
2. 1958: «Кочубей» — А. І. Рубін
3. 1959: «Любов'ю треба дорожити» — Антон Іванович
4. 1959: «Піднята цілина» — голова сільради, Андрій Степанович Размєтнов
5. 1960: «Балтійське небо» — Уваров
6. 1964: «Криниці» — Андрій Іванович
7. 1967: «Анютина дорога» — дядько Федір
8. 1970: «Море у вогні» — епізод
9. 1971: «Рудобельська республіка» — епізод
10. 1973: «Завтра буде пізно» — комісар партизанського загону
11. 1975: «Довгі версти війни» — Кривошеєв
12. 1976: «Час вибрав нас» — Худяков
13. 1978: «Торішня кадриль» — Трошенька
14. 1980: «Дивна відпустка» — Федір Іванович, парторг
15. 1981: «Люди на болоті» — Зайчик
16. 1982: «Дихання грози» — Зайчик
17. 1982: «Іван» — Федір
18. 1982: «Миргород та його мешканці» — Афанасій Іванович
19. 1983: «Три гільзи від англійського карабіна» — дядько Іван
20. 1985: «Ми звинувачуємо» — свідок Асабін
21. 1985: «Контрудар» — Трофімич
22. 1985: «За покликом серця» — військовий лікар
23. 1986: «Державний кордон. Рік Сорок перший» — Деркун
24. 2009: «Яблуко місяця» — старик